# 데이비드 웰스
데이비드 리 웰스(David Lee Wells, 1963년 5월 20일 ~ )는 미국의 전 프로 야구 좌완 투수이다. 메이저 리그 베이스볼(MLB) 팀 토론토 블루제이스, 신시내티 레즈, 디트로이트 타이거스, 뉴욕 양키스, 시카고 화이트삭스, 샌디에이고 파드리스, 보스턴 레드삭스, 로스앤젤레스 다저스 등지에서 뛰었다.